# Исланово
Исланово (баш. Ислан) — деревня в Кушнаренковском районе Республики Башкортостан Российской Федерации. Входит в состав  Карача-Елгинского сельсовета.

## География

### Географическое положение
Расстояние до:
- районного центра (Кушнаренково): 26 км,
- центра сельсовета (Карача-Елга): 5 км,
- ближайшей ж/д станции (Уфа): 84 км.

## История
В «Списке населенных мест по сведениям 1870 года», изданном в 1877 году, населённый пункт упомянут как деревня Исламова 4-го стана Бирского уезда Уфимской губернии. Располагалась при речке Сырыше, по левую сторону почтового тракта из Бирска в Мензелинск, в 41 версте от уездного города Бирска и в 30 верстах от становой квартиры в деревне Дюртюли. В деревне, в 18 дворах жили 113 человек (55 мужчин и 58 женщин, мещеряки), были мечеть, водяная мельница. Жители занимались земледелием, скотоводством, пчеловодством.

## Население
| 2002 | 2009 | 2010 |
| ---- | ---- | ---- |
| 74   | →74  | ↘56  |

Национальный состав
Согласно переписи 2002 года, преобладающие национальности — башкиры (73 %), татары (27 %).